# Canon de 15 cm SK C/28
Le canon de 15 cm SK C / 28 était un canon naval allemand de moyen calibre utilisé pendant la Seconde Guerre mondiale. Il a servi d'armement secondaire pour les cuirassés des classes Bismarck et Scharnhorst, les croiseurs de la classe Deutschland et le porte-avions Graf Zeppelin.
Un certain nombre d'armes excédentaires ont été utilisées comme canons de défense côtière et huit ont été adaptées pour utiliser des voitures de l'armée et utilisées comme canons de campagne lourds comme le 15 cm Schiffskanone C/28 in Mörserlafette.

## Description
Ce canon a été conçu d'après une version plus petite et plus légère des canons SK C / 25 de 15 cm utilisés comme armement principal des classes Leipzig et Königsberg.

### Tourelles navales
Le Drh. LC/34 en affût double était la tourelle la plus courante pour le canon de la Kriegsmarine. Il était utilisé comme armement secondaire des cuirassés des classes Bismarck et Scharnhorst, prévu pour également équiper les cuirassés prévus de la classe H. La tourelle pesait entre 114–120 tonnes, selon l'épaisseur de son blindage : entre 3 et 14 cm pour les Scharnhorst et 2 et 10 cm pour les Bismarck. Cela permettait aux canons de pointer en azimut sur 360° et en site de - 10° à + 47°, à raison de 8° par seconde, donnant une portée de 23 000 mètres. Le cycle de tir le plus rapide était de 7,5 secondes, soit 8 coups par minute. Les munitions étaient fournies par deux palans entre les canons, à l'arrière de la monture. Le croiseur de classe M était destiné à utiliser une version plus légère de ce support avec une armure plus mince qui ne pesait qu'environ 102 tonnes. Désigné comme le Drh. LC / 40, le développement a cessé lorsque les navires ont été annulés en 1939,.
Les Scharnhorst et Gneisenau transportaient également quatre tourelles MPL C / 35 simples pesant 26,71 tonnes, équipée d'un blindage de 2 à 6 cm d'épaisseur. Chaque tourelle pouvait s'abaisser à -10° et s'élever à 35°, lui donnant une portée maximale de 22 000 mètres. Le support MPL C / 28 utilisé dans les croiseurs de la classe Deutschland était pratiquement identique au support plus récent, sauf que son bouclier de canon était plus petit, ne pesant au total que 24,83 tonnes.
Le Graf Zeppelin transportait huit tourelles doubles de casemate Dopp MPL C / 36. Ceux-ci pesaient 47,6 t équipé d'un bouclier blindé de 30 mm d'épaisseur. La tourelle s'élevait à une vitesse de 6° par seconde, allant jusqu'à 8° par seconde en entrainement.

### Tourelles de défense côtière
La Küsten-Marinepivotlafette (Küst. MPL C / 36) était une tourelle de défense côtière mobile très performante équipée d'un bouclier de canon. Le canon érigé sur une plate-forme de tir permettait une rotation de 360° en azimut sur 360° et en site de -7° à + 47°, pour une portée de 23 500 m. L'arme sur son chariot pesait 19 761 kg. Celui-ci était remorqué via deux remorques à deux essieux, une à chaque extrémité. Pour voyager, les quatre pieds latéraux de la plateforme se repliaient verticalement. Il est entré en service en 1940.

### Tourelle militaire
La production de chariots pour les 21-cm Mörser 18 et les 17-cm Kanone 18 in Mörserlafette a dépassé le nombre de barils disponibles en 1941 et huit barils SK C / 28 ont été adaptés pour être utilisés sur les chariots comme les 15 cm Schiffskanone C/28 in Mörserlafette. Ils ont été convertis au tir à percussion standard Heer. La plupart des canons ont été remplacés par canons de 17 cm au fur et à mesure de leur disponibilité, mais une batterie les a conservés jusqu'au début de la bataille de Koursk en juillet 1943.

### Munition
Le SK C / 28 utilisait plusieurs obus différents en fonction de sa cible. Le 15 cm Sprgr L/4.6 KZ m Hb pesait 45,5 kg et avait une vitesse de 785 m/s. Le 15 cm Sprgr L/4.5 Bd Z m. Hb était un obus à base fusionnée avec une casquette balistique et pesait 44,8 kg. La munition anti-char 15 cm Pzgr L/3.8 m Hb avait un chapeau balistique et pesait 45,3 kg. Le poids de la charge de propulsion avec la douille est de 14 kg, logé dans un étui à cartouche en laiton.

## Histoire
Des montures navales excédentaires ont été utilisées pour renforcer les défenses côtières allemandes de la Norvège à la côte atlantique française. Il s'agissait notamment de canons de navires incomplets ou désarmés comme le porte-avions Graf Zeppelin ou le cuirassé Gneisenau. Notamment, trois ou quatre tourelles Dopp MPL C / 36 du porte-avions allemand ont été équipées sur deux batteries du Bataillon d'artillerie navale (Marine-Artillerie-Abteilung) 517 à cap Romanov, près de Petsamo, en Finlande,. Deux des tourelles LC / 34 du Gneisenau ont été installées sur la côte ouest du Danemark à Esbjerg, où elles ont équipé le bataillon d'artillerie navale 'Gneisenau' 518. Au total, 111 canons SK C / 28 ont été employés pour des tâches de défense côtière dans une variété de tourelles, 28 en Norvège, 12 au Danemark, 24 dans la baie Allemande, 8 aux Pays-Bas et 39 en Belgique et sur la côte l'Atlantique française.
Des canons survivants en Norvège et au Danemark ont été utilisés tout au long de la guerre froide par les deux pays.